# Mormaison
Mormaison est une ancienne commune française située dans le département de la Vendée en région Pays-de-la-Loire.
Au 1er janvier 2016, elle devient l’une des 3 communes déléguées de Montréverd.

## Géographie

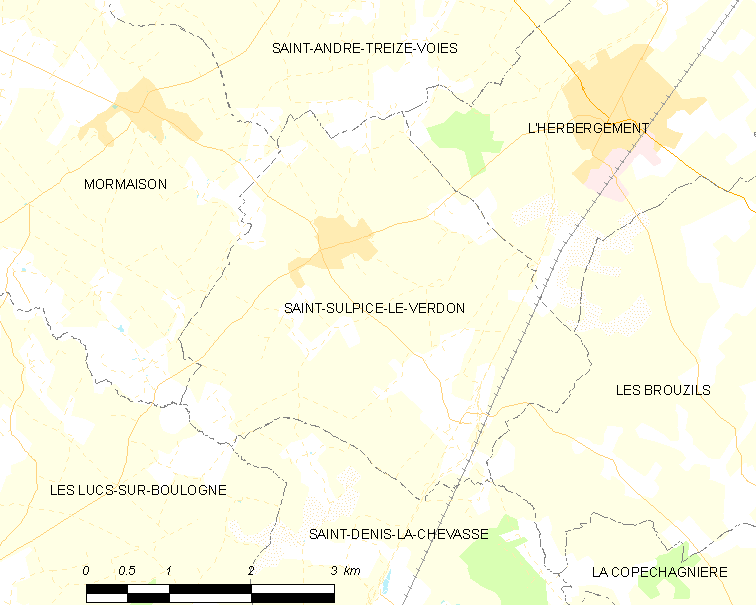
Carte de la commune de Saint-Sulpice-le-Verdon.

### Localisation
Les communes limitrophes de Mormaison sont Vieillevigne, Saint-André-Treize-Voies (Montreverd), Saint-Sulpice-le-Verdon (Montreverd), Les Lucs-sur-Boulogne et Rocheserviere.
|                        | Vieillevigne (7.2 km)          | Saint-André-Treize-Voies (Montréverd) (4.2 km) |
| Rocheservière (5.8 km) | Mormaison (Montréverd)         | Saint-Sulpice-le-Verdon (Montréverd) (2.7 km)  |
|                        | Les Lucs-sur-Boulogne (7.8 km) |                                                |

Le territoire municipal de Mormaison s’étend sur 1 568 hectares. L’altitude moyenne de la commune est de 60 mètres, avec des niveaux fluctuant entre 27 et 71 mètres,.
Commune située au nord de la Vendée, à proximité de Montaigu.
A environ 38 minutes par l'A83, à 39 minutes par la D937 ou à 42 minutes par la D17 et D937 pour Nantes.
A environ 25 minutes par la D763 ou à 29 minutes par la D937 et D763 pour La Roche-sur-Yon.

## Histoire
Le 27 février 1794, la 9e colonne infernale brûle la commune. 

## Politique et administration

### Liste des maires
| Période                                  | Période          | Identité                       | Étiquette     | Qualité        |
| ---------------------------------------- | ---------------- | ------------------------------ | ------------- | -------------- |
| Mars 2001                                | 31 décembre 2015 | Hubert Delhommeau              | Divers droite | Cadre bancaire |
|                                          | 2001             | Auguste Renaud                 |               |                |
| Mai 1953                                 |                  | Jacques du Châtelier           |               |                |
| Mai 1929                                 | Mai 1953         | Arthur Gazet du Châtelier      |               |                |
| Novembre 1919                            | Mai 1929         | Charles Le Maignan de l'Ecorce |               | Propriétaire   |
| 20 janvier 1878                          | 10 avril 1918    | Armand Luneau                  |               | Propriétaire   |
| Janvier 1867                             | 20 janvier 1878  | Jean Baptiste Amiaud           |               |                |
| Août 1860                                | Décembre 1866    | Célestin Luneau                |               | Propriétaire   |
| Mai 1855                                 | Août 1860        | Charles Grasset                |               | Propriétaire   |
| Avril 1832                               | Mai 1855         | Jean André Fresnier            |               |                |
| 1821                                     | Avril 1832       | Alexandre Dutressay            |               |                |
| Les données manquantes sont à compléter. |                  |                                |               |                |

### Liste des maires délégués
| Période                                  | Période     | Identité          | Étiquette | Qualité |
| ---------------------------------------- | ----------- | ----------------- | --------- | ------- |
| 5 janvier 2016                           | 23 mai 2020 | Hubert Delhommeau |           |         |
| 23 mai 2020                              | En cours    | Béatrice Paul     |           |         |
| Les données manquantes sont à compléter. |             |                   |           |         |

## Démographie

### Évolution démographique
L'évolution du nombre d'habitants est connue à travers les recensements de la population effectués dans la commune depuis 1800. À partir du 1er janvier 2009, les populations légales des communes sont publiées annuellement dans le cadre d'un recensement qui repose désormais sur une collecte d'information annuelle, concernant successivement tous les territoires communaux au cours d'une période de cinq ans. 
Pour les communes de moins de 10 000 habitants, une enquête de recensement portant sur toute la population est réalisée tous les cinq ans, les populations légales des années intermédiaires étant quant à elles estimées par interpolation ou extrapolation. Pour la commune, le premier recensement exhaustif entrant dans le cadre du nouveau dispositif a été réalisé en 2006,.
En 2015, la commune comptait 1 122 habitants, en évolution de +7,37 % par rapport à 2008 (Vendée : +5,7 %, France hors Mayotte : +2,49 %).
| 1800 | 1806 | 1821 | 1831 | 1836 | 1841 | 1846 | 1851 | 1856 |
| ---- | ---- | ---- | ---- | ---- | ---- | ---- | ---- | ---- |
| 347  | 485  | 593  | 619  | 646  | 665  | 728  | 769  | 763  |

| 1861 | 1866 | 1872 | 1876 | 1881 | 1886 | 1891 | 1896  | 1901  |
| ---- | ---- | ---- | ---- | ---- | ---- | ---- | ----- | ----- |
| 808  | 821  | 820  | 871  | 901  | 914  | 945  | 1 064 | 1 052 |

| 1906 | 1911 | 1921 | 1926 | 1931 | 1936 | 1946 | 1954 | 1962 |
| ---- | ---- | ---- | ---- | ---- | ---- | ---- | ---- | ---- |
| 983  | 959  | 923  | 845  | 873  | 874  | 880  | 987  | 905  |

| 1968 | 1975 | 1982 | 1990 | 1999 | 2006 | 2011  | 2013  | - |
| ---- | ---- | ---- | ---- | ---- | ---- | ----- | ----- | - |
| 924  | 780  | 806  | 820  | 853  | 987  | 1 057 | 1 070 | - |

### Pyramide des âges
La population de la commune est relativement âgée. Le taux de personnes d'un âge supérieur à 60 ans (25,5 %) est en effet supérieur au taux national (21,6 %) et au taux départemental (25,1 %).
À l'instar des répartitions nationale et départementale, la population féminine de la commune est supérieure à la population masculine. Le taux (55,6 %) est supérieur de plus de deux points au taux national (51,6 %).
La répartition de la population de la commune par tranches d'âge est, en 2007, la suivante :
- 44,4 % d’hommes (0 à 14 ans = 23,2 %, 15 à 29 ans = 21,1 %, 30 à 44 ans = 23,6 %, 45 à 59 ans = 21,1 %, plus de 60 ans = 11 %) ;
- 55,6 % de femmes (0 à 14 ans = 17,1 %, 15 à 29 ans = 16,3 %, 30 à 44 ans = 16,9 %, 45 à 59 ans = 12,6 %, plus de 60 ans = 37,1 %).

| Hommes | Classe d’âge | Femmes |
| ------ | ------------ | ------ |
| 0,0    | 90 ans ou +  | 4,4    |
| 4,8    | 75 à 89 ans  | 20,6   |
| 6,2    | 60 à 74 ans  | 12,1   |
| 21,1   | 45 à 59 ans  | 12,6   |
| 23,6   | 30 à 44 ans  | 16,9   |
| 21,1   | 15 à 29 ans  | 16,3   |
| 23,2   | 0 à 14 ans   | 17,1   |

| Hommes | Classe d’âge | Femmes |
| ------ | ------------ | ------ |
| 0,4    | 90 ans ou +  | 1,2    |
| 7,3    | 75 à 89 ans  | 10,6   |
| 14,9   | 60 à 74 ans  | 15,7   |
| 20,9   | 45 à 59 ans  | 20,2   |
| 20,4   | 30 à 44 ans  | 19,3   |
| 17,3   | 15 à 29 ans  | 15,5   |
| 18,9   | 0 à 14 ans   | 17,4   |

## Lieux et monuments
- L'église Notre-Dame-de-l'Assomption.

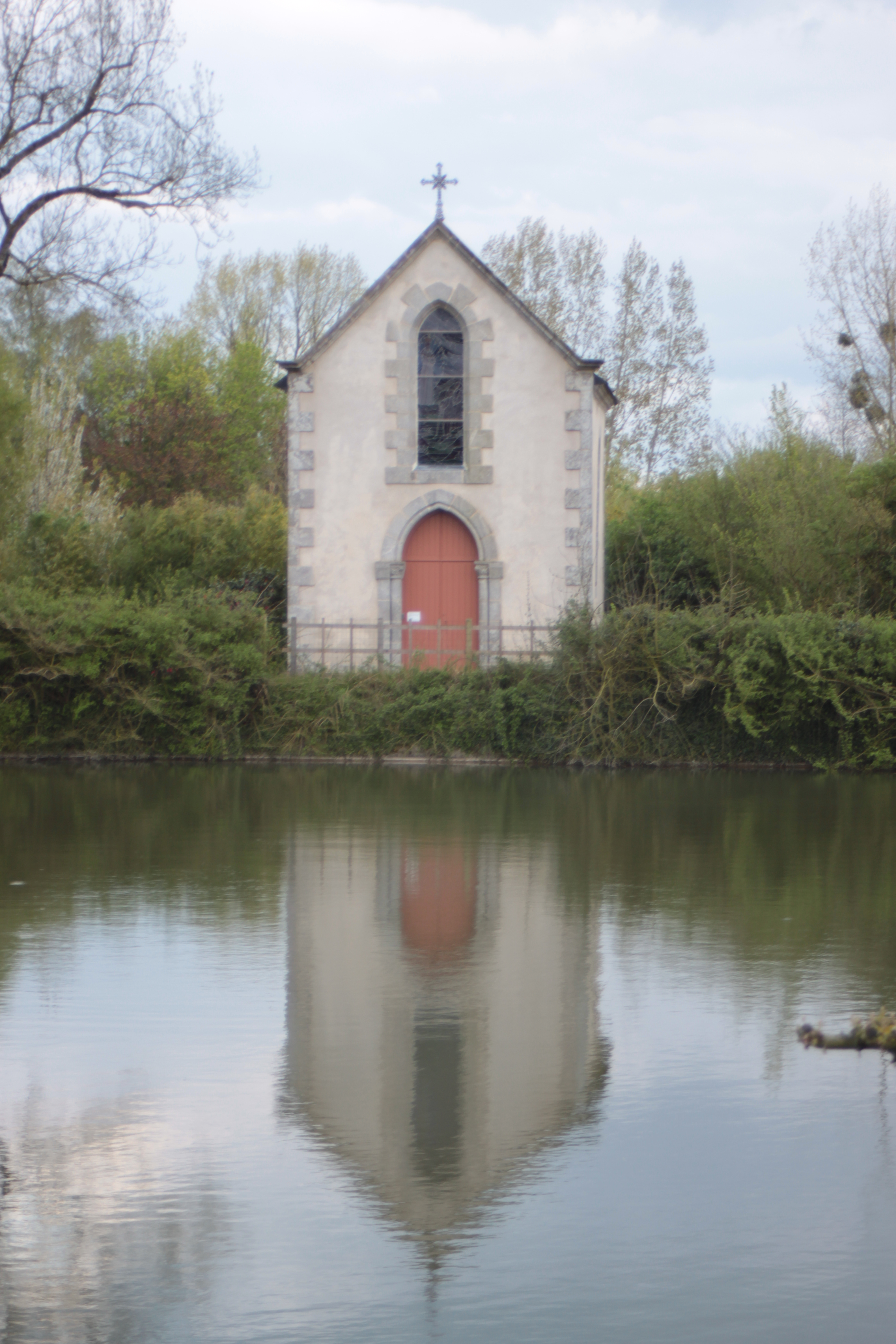
Chapelle de la Salette.

- Le couvent et maison-mère des Sœurs des Sacrés-Cœurs de Jésus et de Marie.
- La chapelle de la Salette.

## Pour approfondir